# Ministerio de la Presidencia (Costa Rica)
El Ministerio de la Presidencia de Costa Rica es el ministerio del gobierno de Costa Rica encargado de brindar soporte político, técnico y administrativo a la Presidencia de la República, como facilitador de la coordinación de políticas públicas y acuerdos con los otros Poderes del Estado, entes públicos y actores de la sociedad civil, con el fin de procurar de manera eficiente, eficaz, transparente y oportuna, el mayor bienestar de todos los habitantes del país. Su actual titular es Laura Fernández Delgado.
Fundado en 1961, el Ministerio corresponde a uno de los más políticos, ya que le corresponde coordinar con las organizaciones sociales y políticas, con la Asamblea Legislativa y con las bancadas de oposición, siendo por lo general su puesto en cargo uno de los más cercanos colaboradores del Presidente de la República. El Ingeniero Mario Quirós Sasso fue el primer costarricense en ser designado ministro de la Presidencia en el Gobierno del Presidente Francisco Orlich Bolmarcich en 1962.

## Titulares
El ministro de la Presidencia tiene entre sus funciones coordinar las labores interministeriales e interinstitucionales, ser interlocutor entre el Presidente y la Asamblea Legislativa junto a otras labores similares a las que en otros países recaen sobre un jefe de Gabinete o primer ministro, por lo que usualmente se nombra a una persona de extrema confianza del Presidente. No es inusual, además, que muchos exministros de la Presidencia hayan sido luego presidentes de la República. La sede del Ministerio de la Presidencia se encuentra en la Casa Presidencial, en Zapote.